# Copiopteryx biedermanni
Copiopteryx biedermanni är en fjärilsart som beskrevs av Kotzsch 1930. Copiopteryx biedermanni ingår i släktet Copiopteryx och familjen påfågelsspinnare. Inga underarter finns listade i Catalogue of Life.